# Distretto di Apac

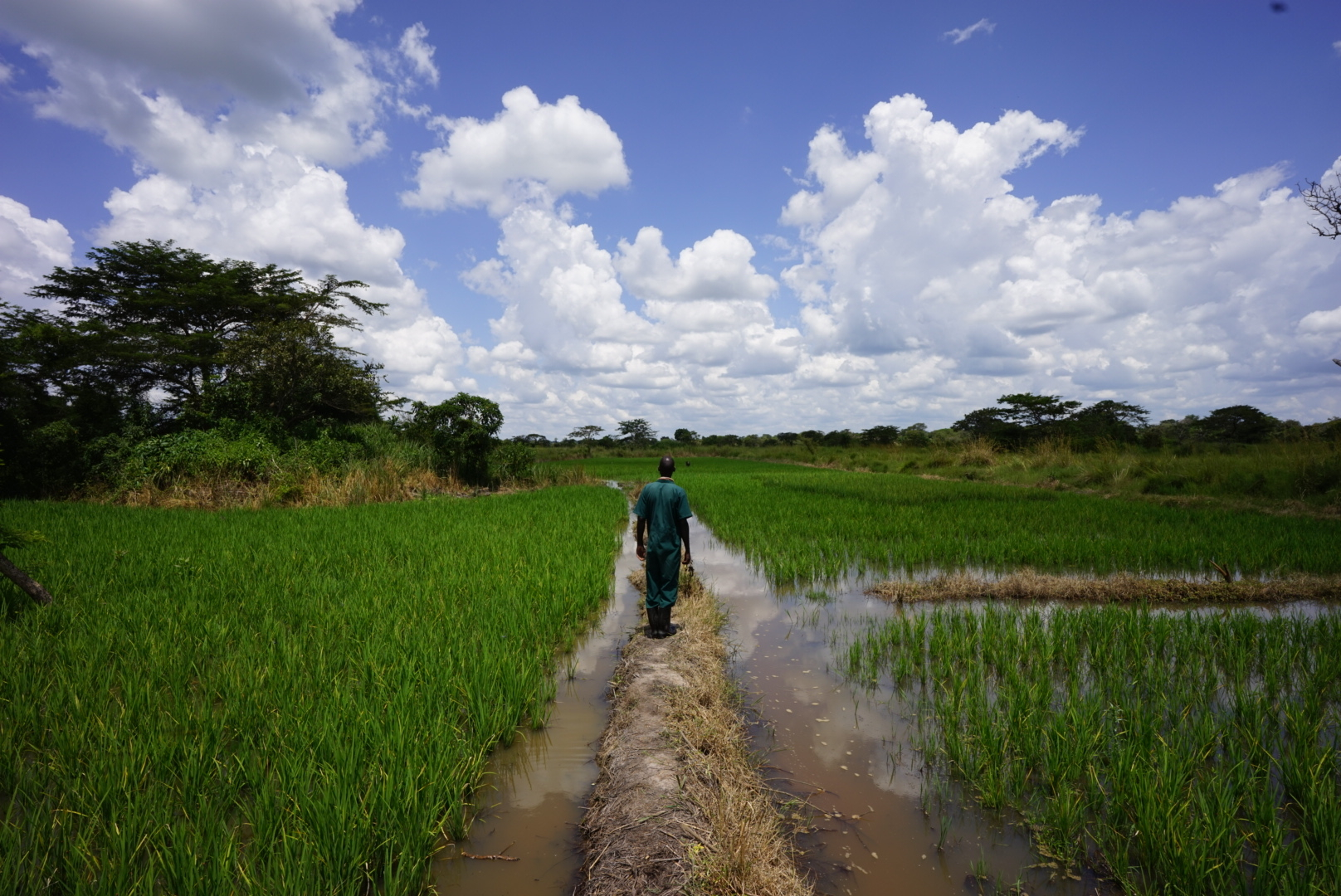
Risicoltura

Il distretto di Apac è un distretto dell'Uganda, situato nella Regione settentrionale.